# Aldana Cometti
Aldana Cometti (Buenos Aires, 3 marzo 1996) è una calciatrice argentina, difensore del Madrid CFF e della nazionale femminile argentina, dove ha il numero 6.

## Biografia
Commessa in una merceria di Avenida Corrientes e Salguero a Buenos Aires, nel 2018 ha fatto parte della squadra bianco-celeste che ha vinto il play-off contro il Panama per giocare la Coppa del Mondo 2019 in Francia. Nello stesso anno ha vinto per la prima volta la Coppa Libertadores 2018 con la compagine colombiana dell'Atlético Huila. All'età di 9 anni, ha iniziato a giocare con l'Excursionistas come centrocampista. Cometti è tifosa di River Plate.

## Carriera

### Club
Dal 2006 al 2009 ha fatto parte del Club Atlético de Excursionistas, nelle cui divisioni minori ha mosso i primi passi da calciatrice. Tra il 2008 e il 2011 ha lasciato il calcio federato per dedicarsi all'hockey (nella squadra Gimnasia y Esgrima de Buenos Aires), riprendendo l'attività nel 2011 nella squadra di calcio dell'Arsenal de Sarandí. Nel 2012 è entrata a far parte del team Club Atlético Independiente, con cui ha fatto il suo debutto nella prima divisione del calcio femminile nel suo paese natale. Tra gennaio e giugno 2014 ha giocato nel River Plate, trasferendosi al Boca Juniors nell'estate 2014 dove ha ottenuto il suo primo titolo di club, la Supercoppa argentina, nel 2015. È rimasta nella squadra fino all'estate del 2016.
Si è trasferita in Spagna per giocare in Segunda División Femenina de España, il secondo livello del campionato spagnolo femminile di calcio, nelle file del Granada, durante la stagione 2016-2017. Ha raggiunto il secondo posto nel suo gruppo, rimanendo fuori dalla lotta per la promozione della categoria.
È tornata in Sud America per giocare con l'Atlético Huila a partire dall'estate del 2017 fino alla fine del 2018. Dopo aver vinto la Coppa Libertadores è stato ingaggiata dal Siviglia, tornando di nuovo in Europa. Nella squadra andalusa ha debuttato nella massima categoria del calcio spagnolo, la Primera División, come titolare.

#### Partecipazione alla Coppa Libertadores
Ha debuttato nella Coppa Libertadores col Boca Juniors nell'edizione 2014, non riuscendo a raggiungere la semifinale. Ha partecipato nuovamente con l'Atlético Huila nell'anno 2018, segnando il primo gol del club colombiano nella competizione, che si è aggiudicato ai rigori nella finale a Santos de Brasil.

### Nazionale
È stata convocata per la prima volta con la nazionale del suo paese Under-17 nel 2011, debuttando nella competizione ufficiale della nazionale giovanile sudamericana del 2012. Con l'Under-20 bianco-celeste ha disputato le edizioni del torneo continentale nel 2014 e 2015. Tra l'altro ha debuttato con la nazionale l'8 marzo 2014 contro il Cile nella prima partita dei Giochi ODESUR, vincendo la medaglia d'oro.
Ha fatto parte della squadra in due edizioni della Copa América, prima nel 2014 e poi nel 2018. In quest'ultima ha vinto la medaglia di bronzo finale, che gli ha dato il diritto di giocare il ripescaggio per un posto nella Coppa del Mondo femminile di Francia 2019, in cui l'Argentina si è qualificata dopo aver partecipato per l'ultima volta a questo torneo nel 2007.

## Palmarès

### Club
- Coppa Libertadores: 1

Atlético Huila: 2018